# Армянская гипотеза
Армянская гипотеза — гипотеза лингвистов Т. В. Гамкрелидзе и Вяч. Вс. Иванова о происхождении праиндоевропейского языка на Армянском нагорье.

## Гипотеза
Гипотеза о существовании двух прародин индоевропейцев — на территории Армянского нагорья и в степях Восточной Европы — была сформулирована Л. А. Миллером ещё в 1873 году на основании предполагаемой близости индоевропейского праязыка с семито-хамитскими и кавказскими языками.
Работы Т. В. Гамкрелидзе и В. В. Иванова, вышедшие в 1980—1981 годах, развили эту мысль на новом научном уровне. Многолетняя работа авторов завершилась изданием обобщающего исследования, посвящённого языку, культуре и прародине индоевропейцев (Гамкрелидзе, Иванов, 1984). В нём аргументировалось предположение о существовании общей индоевропейской прародины на территории Армянского нагорья и прилегающих к нему регионов и вторичной прародины древнеевропейских индоевропейцев в черноморско-каспийских степях.

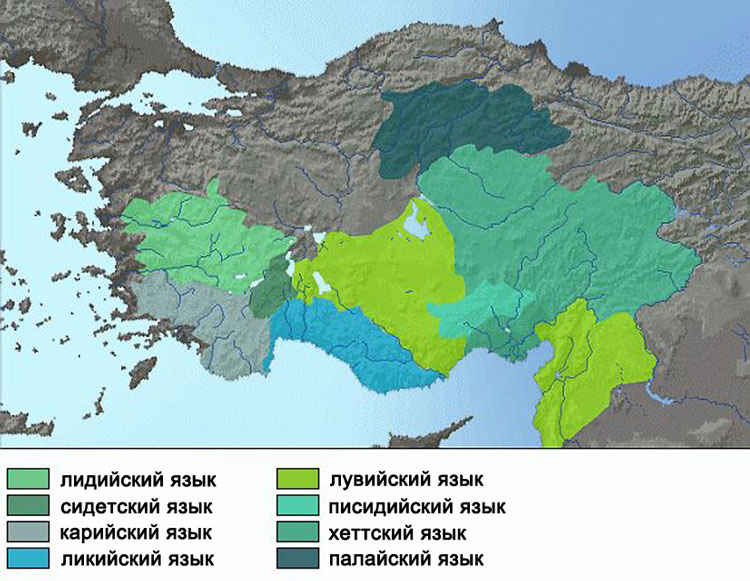
Анатолийские языки (средний бронзовый — ранний железный век; границы языков являются «усреднёнными» и могли существенно сдвигаться в рассматриваемый период).

По мнению хеттолога Л. С. Баюн, в рамках данной концепции была основательно (несмотря на дискуссионность ряда моментов) разработана проблема распада общеиндоевропейского единства и расхождения индоевропейских диалектов.
Лингвистическая аргументация данной гипотезы основана на использовании сравнительно-исторического метода и основных положений теории языковых заимствований. Индоевропейские миграции рассматриваются в рамках этой концепции не как тотальная этническая «экспансия», но как движение в первую очередь самих индоевропейских диалектов вместе с определённой частью населения, наслаивающегося на различные этносы и передающего им свой язык.
Согласно гипотезе Т. В. Гамкрелидзе и В. В. Иванова, ранее всего из индоевропейской общности выделился анатолийский праязык. Произошло это не позднее IV тыс. до н. э. где-то в районе Армянского нагорья. Отсюда предки анатолийцев начали движение на запад.
Дальнейшему разделению индоевропейской общности предшествовало её членение на группы диалектов. В одну из таких групп входили предки италийских, кельтских и тохарских языков, во вторую — предки арийских, армянского и греческого языков, а также балтийских, славянских и германских языков. Потом вторая группа распалась ещё на две группы, в одну из которых вошли арийский, армянский и греческий праязыки, а во вторую — германский, балтийский и славянский праязыки.
Затем, через лингвистически ощутимое время, из индоевропейской общности выделился тохарский праязык, носители которого двинулись на Восток и по прошествии определённого времени достигли Таримской впадины, где были впоследствии зафиксированы письменными источниками. Примерно тогда же отделился и греческий праязык, носители которого, двигаясь на запад, достигли Эгеиды и заселили Грецию.
Носители арийского праязыка двинулись на восток и заселили степи Евразии, но, возможно, часть арийцев двигалась в степи через Кавказ. Предки италийских, кельтских, славянских, германских и балтийских языков, т. н. древнеевропейцы, двигаясь восточнее Каспия, расселились в степи, образовав там ямную культуру.
Затем произошла экспансия носителей ямной культуры в лесную зону Европы и индоевропеизация Европы, как это и предполагает гипотеза Марии Гимбутас. Армяне же, согласно выдвинутой гипотезе, были единственным народом, который далеко от индоевропейской прародины не уходил, а, совершив ряд коротких миграций, впоследствии вновь заселил Армянское нагорье.

## Критика
Гипотеза Иванова-Гамкрелидзе не получила признания среди лингвистов. В целом отмечая полезность некоторых предложенных этими учёными реконструкций праиндоевропейских корней в рамках развития глоттальной теории, учёные разных стран подвергли критике локализацию индоевропейской прародины на Армянском нагорье.
В качестве наиболее слабых мест теории указывается на некорректные сопоставления праиндоевропейских корней с семитскими и картвельскими, которые являются ключевым основанием для такой локализации, на явную отдалённость армянского языка от реконструированного праиндоевропейского, несмотря на то, что армяне, согласно теории, были единственными немигрирующими индоевропейцами и должны были лучше всех сохранить праиндоевропейский язык, и на полное несоответствие предложенной схемы миграций индоевропейцев имеющимся археологическим и генетическим данным.
И. М. Дьяконов, О. Н. Трубачёв и В. А. Сафронов обратили внимание, что на территории Армянского нагорья нет следов архаичной индоевропейской гидронимии.
Кроме того, на территории Армянского нагорья нет почти половины животных, деревьев и растений, указанных в списке флоры и фауны, приведённом Гамкрелидзе и Ивановым, реконструируемых в общеиндоевропейском языке (осина, граб, тис, липа, вереск, бобр, рысь, тетерев, лосось, слон, обезьяна, краб). Вместе с этим И. М. Дьяконов не отвергал безоговорочно анатолийскую гипотезу.
Книга, излагающая теорию, после перевода на английский язык получила серию критических рецензий от других индоевропеистов, указывающих на отсутствие фонологической точности и неубедительность выводов, на наличие внутренних противоречий и слабую аргументацию.

## Новейшие исследования
Палеогенетические исследования пришли к выводу о том, что генофонд западных степных скотоводов, с миграциями которых связывают распространение индоевропейских языков, состоит из смеси двух предковых компонентов: восточноевропейских и кавказских охотников-собирателей.
Хаак и соавторы (2015) приходят к выводу, что гипотеза генезиса индоевропейцев на Армянском нагорье приобретает некую правдоподобность, поскольку Ямная культура частично произошла от ближневосточного населения, которое напоминает современных армян. С другой стороны, они заявляют, что «вопрос о том, на каких языках говорили охотники-собиратели Восточной Европы и южное, похожее на армянское, население, остаётся открытым».
Дэвид Райх в своей публикации 2018 года «Кто мы и как мы сюда попали», утверждает, что «наиболее вероятное местоположение населения, впервые заговорившего на индоевропейском языке, находится к югу от Кавказских гор, возможно, в современном Иране или Армении, потому что древняя ДНК людей, которые там жили, соответствует тому, что мы ожидаем от исходной популяции как для ямной культуры, так и для древних анатолийцев». Тем не менее, Рейх также утверждает, что некоторые, если не большинство индоевропейских языков были распространены носителями Ямной культуры.
Ван и соавторы (2018) отмечают, что Кавказ служил коридором для потока генов между степью и культурами к югу от Кавказа во время энеолита и бронзового века, утверждая, что это «открывает возможность родины праиндоевропейцев к югу от Кавказа».
Кристиан Кристиансен в интервью Der Spiegel в мае 2018 года заявил, что у ямной культуры мог быть предшественник на Кавказе, где зародился прото-прото-индоевропейский язык.
Согласно Кроонену и соавторам (2018), Дамгаарду и сооавторам (2018), самая ранняя предположительная фиксация анатолийских имён в письменных источниках страны Арманум происходит в XXV—XXIV веках до н. э., то есть совпадает с временем ямной культуры (которую авторы датируют 3000-2400 г. до н. э.). В связи с чем, эти авторы отмечают, что сценарий, при котором анатолийские языки произошли от населения ямной культуры, может быть отвергнут. Этот факт не противоречит курганной гипотезе, в рамках которой происхождение анатолийских языков связывается с миграцией населения доямных степных культур — хвалынской и среднестоговской, которые могли говорить на архаичном индоевропейском (индо-анатолийском) языке
В июле 2023 в журнале Science было опубликовано исследование П. Хеггарти с соавторами, попытавшееся примирить анатолийскую, армянскую и курганную гипотезы. Согласно ему, реконструируемый праиндоевропейский язык существовал около 8120 лет назад на Южном Кавказе, откуда впоследствии носители разных ветвей распространились по Евразии. Часть из них оказалась в Европе по анатолийскому маршруту, а другая, по-видимому, через Понтийско-Каспийскую степь. Включив в модель новые данные, авторы пришли к выводу, что праиндоевропейский язык существовал около 8120 лет назад (6740—9610 лет назад при доверительном интервале 95 процентов), то есть заметно раньше, нежели рассчитывалось в некоторых прошлых работах. Проведенный анализ подтвердил, что индоевропейские языки делятся на десять основных ветвей: анатолийскую, тохарскую, албанскую (палеобалканскую), армянскую, греческую, индоиранскую, балто-славянскую, германскую, италийскую и кельтскую. В соответствии со схемой распространения индоевропейских языков, с Южного Кавказа сначала на запад распространились предки анатолийских, греческого и албанского языков, что в целом согласуется с данными древней ДНК. По оценкам исследователей, индоиранские языки образовались около 7000 лет назад, прагерманский и пракельтский языки разделились около 4890 лет назад. Несколько раньше с ними разошёлся праиталийский язык — около 5560 лет назад. Ещё раньше от них отделился балто-славянский праязык — примерно 6460 лет назад. Носители протоармянского языка не мигрировали, оставаясь в регионе своего генезиса.  Выводы группы П. Хеггарти подвеглись критике учёными Московской и Копенгагенской лингвистических школ за чрезмерное удревнение хронологии распада праиндоевропейского языка, которое противоречит методу лингвистической палеонтологии.

### Изложение гипотезы
- Гамкрелидзе Т. В., Иванов В. В. Миграции племён-носителей индоевропейских диалектов с первоначальной территории расселения на Ближнем Востоке в исторические места их обитания в Евразии // Вестник древней истории. — М.: Наука, 1981. — № 2. — С. 11—33.
- Гамкрелидзе Т. В., Иванов Вяч. Вс. Индоевропейский язык и индоевропейцы. Реконструкция и историко-типологический анализ праязыка и протокультуры. — Тбилиси: Издательство Тбилисского университета, 1984. — 1328 с.

### Критика гипотезы
- Mallory J.P. In search of the Indo-Europeans: language, archaeology, and myth. — Thames and Hudson. — London, 1989. — 288 с. — ISBN 0-500-27616-1.
- Дьяконов И. М. О прародине индоевропейских диалектов // Вестник древней истории. — М.: Наука, 1982. — № 3—4. — С. 11—24, 3—30.
- Penney J. H. W. Review // University of London Bulletin of the School of Oriental and African Studies. — London: Cambridge University Press on behalf of School of Oriental and African Studies, 1998. — Вып. 61, № 1. — С. 153—155. — JSTOR 3107323.
- Melchert H. C. Review // Journal of the American Oriental Society. — American Oriental Society, 1997. — Вып. 117, № 4. — С. 741—742. — JSTOR 606478.
- Friedrich P. Review // American Anthropologist, New Series. — Blackwell Publishing on behalf of the American Anthropological Association, 1991. — Вып. 93, № 1. — С. 226—227. — JSTOR 681540.